# Palicidae
De Palicidae is een familie uit de superfamilie Palicoidea van de infraorde krabben (Brachyura).

## Systematiek
De Palicidae omvat volgende geslachten: 
- Exopalicus Castro, 2000
- Miropalicus Castro, 2000
- Neopalicus Moosa & Serène, 1981
- Palicoides Moosa & Serène, 1981
- Paliculus Castro, 2000
- Palicus Philippi, 1838
- Parapalicus Moosa & Serène, 1981
- Pseudopalicus Moosa & Serène, 1981
- Rectopalicus Castro, 2000

### Uitgestorven
- Eopalicus  †  Beschin, Busulini, De Angeli & Tessier, 1996
- Spinipalicus  †  Beschin & De Angeli, 2003